# 삼검
삼검(三檢)은 조선시대 형사 제도의 하나로서, 살인 사건에서 시체 검안을 3회에 걸쳐 하는 제도이다.
살인 사건이 발생하였을 때, 《무원록(無寃錄)》에 의거하여, 시체를 검안(檢案)하는데, 첫 검안(檢案)인 초검(初檢)과 두 번째인 복검(覆檢)이 차이가 없으면 이것으로 판결하고, 차이가 있으면 세 번째 삼검(三檢)하여 초검·복검·삼검의 결과를 종합하여 처리하는 절차를 삼검법이라고 한다. 좁게는 세 번째 검안만을 삼검이라고 부른다.

## 같이 보기
- 검시